# Conferencia sobre la Vivienda y el Desarrollo Urbano Sostenible Hábitat III
Hábitat III, la conferencia de las Naciones Unidas sobre vivienda y desarrollo urbano sostenible, se celebró en Quito, Ecuador, del 17 al 20 de octubre de 2016.
Estas conferencias sobre vivienda, denominadas Hábitat, se celebran cada 20 años. Hábitat I tuvo lugar en 1976 y Hábitat II, en 1996. La Asamblea General de la ONU decidió en su resolución 66/207 celebrar Hábitat III. Esta conferencia revigoriza el compromiso mundial con la urbanización sostenible, centrándose en la aplicación de la «Nueva Agenda Urbana».
Hábitat III fue una de las primeras cumbres de la ONU tras la adopción de los Objetivos de Desarrollo Sostenible (ODS). Dio la oportunidad para abrir la discusión sobre importantes retos y cuestiones urbanas, como el planeamiento y gestión de ciudades y pueblos para un desarrollo sostenible. La discusión de estas cuestiones configura la aplicación de los nuevos objetivos de desarrollo y cambio climático. En particular Hábitat III se apoya en el objetivo de desarrollo sostenible número 11: «lograr que las ciudades y los asentamientos humanos sean inclusivos, seguros, resilientes y sostenibles».

## Trasfondo
Hábitat II, la segunda conferencia de la ONU sobre asentamientos humanos, se celebró en Estambul, Turquía, del 3 al 14 de junio de 1996. Los resultados de la conferencia se integraron en la Declaración de Estambul. Los líderes mundiales también adoptaron la Agenda Hábitat como un plan mundial de acción para que todas las personas dispongan de una vivienda adecuada, con la noción de asentamientos humanos sostenibles guiando el desarrollo en un planeta que se urbaniza rápidamente.
Hábitat I fue la primera conferencia de este tipo. Se celebró en Vancouver, Canadá, del 31 de mayo al 11 de junio de 1976. En ella los gobiernos empezaron a reconocer la necesidad de asentamientos humanos sostenibles y las consecuencias de la veloz urbanización, especialmente en los países en desarrollo. Los resultados de la conferencia se integraron en la Declaración de Vancouver sobre asentamientos humanos, que contenía un plan de acción con 64 recomendaciones de alcance nacional. Hábitat I también estableció el Programa de Naciones Unidas para los Asentamientos Humanos (ONU-HABITAT).

## Estructura

### Secretario general
Joan Clos, de 1997 a 2006 alcalde de Barcelona y director ejecutivo de ONU-HABITAT desde 2010, también fue el secretario general de la conferencia Hábitat III.

### Participantes
Hábitat III invitó a todos los países miembros de ONU-HABITAT y a relevantes actores urbanos, parlamentarios, representantes municipales, profesionales, investigadores, académicos, sociedad civil, representantes de mujeres y de jóvenes, sindicatos y el sector privado, así como a otras agencias de la ONU y organismos internacionales.
Unas 30.000 personas asistieron a la conferencia, que tuvo su sede en la Casa de la Cultura Ecuatoriana de Quito.

### Hoja de ruta
La primera sesión del comité preparatorio de Hábitat III se celebró en la sede de la ONU en Nueva York del 17 al 18 de septiembre de 2014. La segunda, en Nairobi, Kenia, del 14 al 16 de abril de 2015. Y la tercera y última, en Surabaya, Indonesia, del 25 al 27 de julio de 2016.

### Informes sobre políticas
El proceso hacia Hábitat III incluye la elaboración de informes nacionales y regionales —que convergerán en un informe mundial— para proporcionar conocimiento basado en pruebas sobre la aplicación de la Agenda Hábitat y un análisis amplio del estado de la urbanización en el mundo, así como buenas prácticas y herramientas, tanto para la formulación de políticas como para la intervención sobre el terreno.
Se escribieron 22 artículos de evaluación de la situación en áreas relevantes (los artículos temáticos de Hábitat III) a través de un ejercicio colaborativo del sistema de la ONU coordinado por el secretariado de Hábitat III.
Numerosas reuniones oficiales de alto nivel con una amplia gama de participantes debatieron prioridades de la Nueva Agenda Urbana y recomendaciones de políticas. Lo decidido se plasmó en una declaración final de los participantes que se considera una entrada oficial en el proceso Hábitat III.
Las unidades de políticas, compuesta cada una por 20 expertos procedentes de diferentes áreas geográficas, elaboraron 10 documentos sobre políticas para aspectos relevantes.

### Compromiso
El debate que desembocó en Hábitat III incluyó las pasadas sesiones de los foros urbanos mundiales, especialmente la última, celebrada en 2014 en Medellín, Colombia, y también los foros urbanos nacionales, para deliberar sobre los asuntos nacionalmente prioritarios, como la preparación de los informes nacionales para Hábitat III.
Más allá de la participación de los gobiernos en el proceso a través de la asamblea general, el compromiso con Hábitat III se articula a través de otra asamblea, la de asociados (GAP por sus siglas en inglés), que sirve como una amplia plataforma deliberativa para participantes no gubernamentales con el fin de alcanzar un documento de consenso y otros asuntos relacionados para Hábitat III.
La campaña Juntos hacia Hábitat III promueve también una encuesta ciudadana mundial (2015-2016) para reunir todas las contribuciones con el resultado final de la conferencia. Estas contribuciones se recopilan a través de actividades e iniciativas para aumentar la concienciación sobre la Nueva Agenda Urbana.
En Hábitat III la Fundación Mundial para la Infraestructura de Basilea presentó públicamente SuRe®, el estándar para infraestructura sostenible y resiliente, de alcance mundial y carácter voluntario, que integra los criterios clave de sostenibilidad y resiliencia en el desarrollo y modernización de infraestructuras.

## Nueva Agenda Urbana
El principal  objetivo —y resultado— de Hábitat III fue que los países miembros de la ONU acordaran la Nueva Agenda Urbana, que servirá de guía para la urbanización de 2016 a 2036.
En mayo de 2016 se presentó un borrador de esta agenda, que fue posteriormente modificado. La Asamblea General de las Naciones Unidas aprobó el texto final en septiembre de 2016.
Esta agenda hace referencias frecuentes a acuerdos de la ONU relacionados, como la Declaración de Río sobre el Medio Ambiente y el Desarrollo, aprobada en 1992, los Objetivos de Desarrollo Sostenible, las Directrices internacionales para planeamiento urbano y territorial, el Marco de Sendai para la reducción del riesgo de desastres (2015-2030) o el Acuerdo de París contra el calentamiento mundial.
Los 4 mecanismos diseñados para aplicar la Nueva Agenda Urbana son:
1. Políticas urbanas nacionales que promuevan «sistemas integrados de ciudades y asentamientos humanos», llevando adelante el «desarrollo urbano integrado y sostenible»;
2. Una mejor gobernanza urbana, «con instituciones sólidas y mecanismos que den visibilidad y poder a todos los actores urbanos», junto con un sistema de controles y equilibrios, para favorecer la previsibilidad, la inclusión social, el crecimiento económico y la protección del medio ambiente;
3. Planificación urbana y territorial a largo plazo para optimizar la dimensión espacial de la ciudad y conseguir los resultados positivos de la urbanización; y
4. Marcos de financiación eficaces «para crear, mantener y compartir el valor generado por una urbanización inclusiva y sostenible».

### Planificación urbana
La planificación urbana es el mecanismo a través del cual puede aplicarse la mayoría de la Nueva Agenda Urbana (NAU). En particular su capítulo 51 pide:
la planificación urbana y los instrumentos que apoyan una gestión sostenible del suelo y los recursos naturales, apropiadas compacidad y densidad, policentrismo, y usos mixtos, a través de estrategias de extensión de la ciudad planificadas, o que llenen huecos, para generar economías de aglomeración y de escala, reforzar el planeamiento del sistema alimentario, mejorar la eficiencia en el uso de los recursos, la resiliencia urbana y la sostenibilidad medioambiental. 
En el capítulo 66 las partes suscriben un modelo de ciudad inteligente:
Nos comprometemos a adoptar un planteamiento de ciudad inteligente que aproveche las oportunidades de la digitalización, energía limpia y las tecnologías, así como transporte innovador, proporcionando así a los habitantes opciones medioambientalmente mejores, favoreciendo el crecimiento económico sostenible y mejorando la provisión de servicios urbanos.

### Derecho a la ciudad
La NAU incluye párrafos sobre el "derecho a la ciudad" —un concepto debatido que se refiere al control popular sobre los procesos urbanos— pero sin implicaciones definidas sobre qué intereses deben prevalecer cuando hay un conflicto.

### Financiación
La NAU pide financiación pública y privada. La pública puede provenir de las ganancias de la urbanización, como el incremento de valor de edificios y terrenos, o los proyectos de infraestructuras. El dinero para el desarrollo y los bancos de desarrollo se consideran «intermediarios de la financiación urbana».(NAU ¶130–153).
La financiación privada se contempla especialmente para inmuebles y vivienda. La NAU anima a:
la participación de un conjunto diverso de instituciones financieras multilaterales, bancos de desarrollo continentales, instituciones de financiación del desarrollo, agencias de cooperación, prestamistas privados, inversores, cooperativas y microfinanzas para que inviertan en vivienda accesible e incremental en todas sus formas.(NUA ¶140)

## Respuestas organizativas
- Luisa Bravo y Mirko Guaralda, de la Universidad de Queensland, junto a Hendrik Tieben, de la Universidad de Hong Kong lanzaron el Diario del espacio público el 19 de octubre de 2016 en la biblioteca urbana de Hábitat III. Esta publicación trata asuntos relacionados con el espacio público y su influencia en la cultura, el comportamiento y el desarrollo.[18][21]
- La Asociación Internacional de Desarrollo Urbano (INTA) se reunió del 27 al 30 de noviembre de 2016 para una conferencia de una serie —Iniciativa para Hábitat III— de 18 que empezó en mayo de 2015. Esta reunión trató la aplicación de la Nueva Agenda Urbana, resaltando la importancia de los gobiernos locales y las ONG.[22]
- Un grupo de bancos de desarrollo (Banco Africano de Desarrollo, Banco Asiático de Desarrollo, CAF-Banco de Desarrollo de América Latina, Banco Europeo para la Reconstrucción y el Desarrollo, Banco Europeo de Inversiones, Banco Interamericano de Desarrollo, Banco Islámico de Desarrollo y el Banco Mundial) emitieron un comunicado conjunto en apoyo de Hábitat III en el que se comprometían a «apoyar la aplicación de la Nueva Agenda Urbana a través de financiación directa o la participación en estructuras de financiación combinada, así como la movilización de recursos nacionales.»[23]